# سيرجيو دي توليدو ماكادو
سيرجيو دي توليدو ماكادو (بالبرتغالية: Sérgio Toledo Machado‏) مواليد 1945 ، هو لاعب كرة سلة برازيلي سابق. مثّل منتخب البرازيل لكرة السلة وشارك في بطولة كأس العالم لكرة السلة 1967.

## الميداليات
| الميدالية | المسابقة                         |
| --------- | -------------------------------- |
| برونزية   | بطولة كأس العالم لكرة السلة 1967 |

## روابط خارجية
- سيرجيو دي توليدو ماكادو على موقع الاتحاد الدولي لكرة السلة (الإنجليزية)
- سيرجيو دي توليدو ماكادو على موقع الاتحاد الدولي لكرة السلة (الإنجليزية)
- سيرجيو دي توليدو ماكادو على موقع الاتحاد الدولي لكرة السلة (الإنجليزية)
- سيرجيو دي توليدو ماكادو على موقع سبورتس رفرنس (الإنجليزية)
- سيرجيو دي توليدو ماكادو على موقع أوليمبيديا (الإنجليزية)
- سيرجيو دي توليدو ماكادو على موقع اللجنة الأولمبية البرازيلية (البرتغالية)